# Abel Botelho

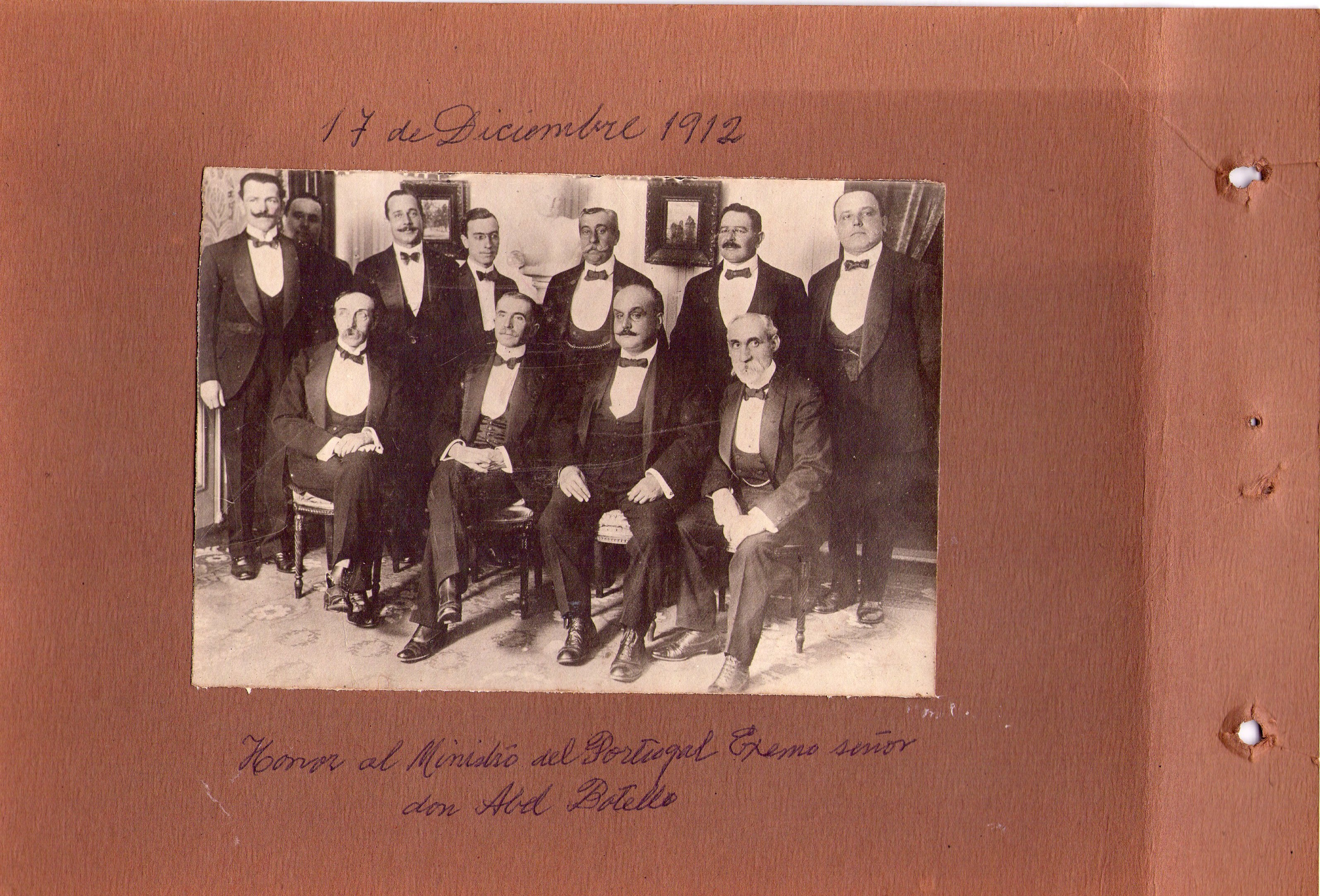
Abel Bothelo en visita a Chile

Abel Acácio de Almeida Botelho (Tabuaço, 23 de septiembre de 1855 — Argentina, 24 de abril? de 1917) fue un militar, y diplomático portugués, destacando también como escritor. Representante en Portugal del realismo extremo, conocido como naturalismo, escribió, entre otros, el O Barão de Lavos y O livro de Alda, los dos primeros títulos de la serie Patología social.

## Vida
Abel Botelho nació en Tabuaço, pequeña villa de la Riba Alta, el 23 de septiembre de 1856.
Iniciándose en la carrera de las armas como simple soldado raso, alcanzó los puestos más altos del Ejército, habiendo llegado a coronel. Entre otras funciones, ejerció la autoridad del Estado Mayor de la Primera División Militar (Lisboa). Perteneció a varias asociaciones (Academia de las Ciencias de Portugal, Asociación de los Periodistas y Escritores Portugueses, de Lisboa y de Oporto, Asociación de la Prensa de Portugal, Sociedad Geográfica de Lisboa, etc.). Como delegado de la Sociedad Geográfica de Lisboa estuvo en São Paulo en 1910, con ocasión de un congreso de Geografía.
Se le debe el proyecto gráfico de la bandera de la República Portuguesa, en el que el verde representa la esperanza y el rojo la sangre derramada por el pueblo es sus muchas guerras.
En 1911 fue nombrado embajador de la República Portuguesa en Buenos Aires, donde falleció en 1917, durante la Primera Guerra Mundial.

## Obra
Su carrera literaria comenzó en 1885, con un libro de versos llamado Lira insubmissa («Lira insumisa»).
El año siguiente lanzó Germano, drama en verso en cinco actos. Propuesta a la dirección del Teatro Nacional, la pieza fue rechazada. Se originó una polémica a causa del artículo que Abel Botelho dirigió a los responsables por su no aceptación. Escribió más piezas de teatro posteriormente: Jacunda, comedia en tres actos de 1895; Claudina, estudio de una neurótica, comedia en tres actos, representada en el Teatro del Príncipe Real de Lisboa, en la fiesta artística de la actriz Lucinda Simões, el 18 de marzo de 1890; Vencidos de la vida, pieza satírica en tres actos, representada el 23 de marzo de 1892 en el Teatro del Ginásio; Parnaso, pieza lírica en verso en un acto, escrita para ser recitada por estudiantes en beneficio de la Caixa de Socorros a Estudantes Pobres, representada en el Teatro de São Carlos el 3 de mayo de 1894; y Fruta do tempo («Fruta del tiempo»), comedia escrita para la actriz Lucinda Simões en 1904. Tratando habitualmente asuntos escabrosos y delicado, como pedía el naturalismo, sus obras causaban escándalo, especialmente Imaculável («Inmaculado»), que terminó en un alboroto y abucheos, y Vencidos da vida, que no pudo seguir en escena por las críticas que vertía sobre el grupo literario que llevaba el nombre de la obra, además de ser considerada inmoral. Fue el origen de una polémica entre Abel Botelho y los responsables de la prohibición.
En 1891, Abel Botelho inicia el estudio de la sociedad portuguesa en la serie Patología Social, que debía ser un examen exigente y científico de los males que infestaban Portugal, sobre todo Lisboa, la capital y centro urbano de mayor prestigio. El primero fue O Barão de Lavos (1891), seguido de O livro de Alda (1898), Amanhã (1901), Fatal dilema (1907) y Próspero Fortuna (1910). O Barão de Lavos fue el primer libro escrito en lengua portuguesa que trataba el tema de la homosexualidad en Portugal.
Además escribió otros tres romances: Sem remédio... (1900), Os lázaros (1904), Amor crioulo (incompleto y póstumo; su título anterior era Idílio triste; 1919) y el libro de cuentos Mulheres da Beira (1898), que anteriormente habían sido publicados en el Diario de Noticias entre 1895 y 1896).

## Obras
- Germano (1886)
- Claudina (1890)
- El barón de Lavos (1891)
- Os vencidos da vida (1892)
- Jucunda (1895)
- A imaculável (1897)
- O livro de Alda (1898)
- Sem remédio (1900)
- Amanhã (1901)
- Os lázaros (1904)
- Fatal dilema (1907)
- Próspero Fortuna (1910)
- Amor crioulo (1913)